# Сорогожская, Валентина Михайловна
Валентина Михайловна Сорогожская (урожд. Хилова; 16 июня 1912 год, Одесса, Российская империя — 8 апреля 1988 год, Москва, СССР) — советская актриса.

## Биография
Родилась в Подмосковье, в семье помещика, по другим сведениям — в Одессе.
Обучалась в Одесском хореографическом училище. В 1935 году поступила в театральное училище при Театре имени МОСПС. После окончания училища продолжила театральное образование в Московском городском театральном училище.
В 1939 году Валентину пригласил в кино знаменитый советский режиссёр, мастер фильмов-сказок Александр Роу, который всегда предпочитал подбирать новое лицо для каждой из своих сказочных героинь. Советский экран писал об игре актрисы в фильме Василиса Прекрасная: «Но главная удача режиссёра заключалась в поэтичности образа Василисы, в ярком раскрытии её странной судьбы, её непокорного характера, стремления отстоять свою честь и волю — характерных черт русской женщины. Не было больших находок в сценах Василисы с Бабой Ягой, но актриса хорошо, естественно двигалась и органично вписывалась в сказочную обстановку».
Во время съёмок на студии «Союздетфильм» Валентину Сорогожскую заметил другой режиссёр — Владимир Легошин. Он готовился к съёмкам фильма «Шёл солдат с фронта» по повести Валентина Катаева «Я, сын трудового народа», повествующей о Гражданской войне. Съёмки у Роу заканчивались, и Легошин пригласил начинающую актрису в свой фильм на роль Софьи, невесты Семёна Котко, главного героя фильма.
Скончалась в 1988 году в возрасте 75 лет. Похоронена на Домодедовском кладбище.

## Личная жизнь
Муж: Седых Федор Сергеевич (1901-1968). Сын: Седых Валентин Фёдорович (усыновлен Седых Ф.С.). Дочь: Ирина Фёдоровна Барбье. Сын: Седых Федор Федорович.

## Фильмография
- Василиса Прекрасная (1939)
- Шёл солдат с фронта (1939)